# Jordbävningen i Aleppo 1138
Jordbävningen i Aleppo 1138 var en jordbävning som drabbade den syriska staden Aleppo den 11 oktober 1138. Enligt medeltida uppskattningar dog cirka 230 000 människor i jordbävningen, och den räknas av United States Geological Survey som den tredje värsta jordbävningen i historien vad avser antal dödsoffer. Dödssiffran, som först återfinns hos den egyptiske 1400-talshistorikern Ibn Taghribirdi, är dock en sammanräkning av de som dött i jordbävningen i Aleppo, de som dött i en jordbävning i november 1137 på Al Jaziraslätten och de som dött i en jordbävning i Gjandzja i Azerbajdzjan den 30 september 1139.